# Янгада
Янгада или жангада (порт. Jangada) — парусное деревянное судно рыбаков северной Бразилии, напоминающее плот.
Подобные суда появились в Бразилии в первые века португальской колонизации. Строились они, как правило, из шести брёвен, обычно из бальсы, на них устанавливалась платформа с мачтой. Лёгкость древесины позволяла выходить на них в море. Обычно такие суда изготавливались местными ремесленниками, но в последнее время обычно их делают из промышленных деревянных платформ и пиломатериалов.
В бразильском штате Сеара регулярно проводятся морские гонки на жангадах.
В России это судно известно по роману Жюля Верна «Жангада» и по песне из кинофильма «Генералы песчаных карьеров».